# سكاي كيو
سكاي كيو هي خدمة تلفزيونية وترفيهية قائمة على الاشتراك تديرها شركة Sky البريطانية للتلفزيون الفضائي، كجزء من عملياتها في النمسا وألمانيا وأيرلندا وإيطاليا والمملكة المتحدة. يشير الاسم أيضًا إلى جهاز فك التشفير Sky Q.
تم إطلاق سكاي كيو في عام 2016، لتحل محل خدمات Sky+ وSky+ HD السابقة.
تمت الإشارة إلى سكاي كيو على أنها "منصة الوسائط المتعددة" التي تجمع بين التلفزيون التقليدي وخدمات الطلب, بالإضافة إلى خدمات الطرف الثالث.وهو يشتمل على جهاز فك التشفير PVR، وجهاز فك التشفير متعدد الغرف، و"محور" مخصص متصل بالنطاق العريض، وتطبيقات للأجهزة المحمولة وأجهزة سطح المكتب. اعتبارًا من أبريل 2018، كانت Sky Q موجودة في 2.5 مليون منزل في المملكة المتحدة وأيرلندا وإيطاليا.في يوليو 2018، ذكرت سكاي أن هناك 3.6 مليون عميل سكاي كيو.

## أول إطلاق
تم الإعلان عن سكاي كيو لأول مرة بواسطة سكاي المملكة النمتحدة في نوفمبر 2015، وتم إصدارها في المملكة المتحدة في فبراير 2016.
لم تطرح سكاي كيو في ألمانيا والنمسا وإيطاليا على الفور، ولكنها أصدرت نسخة معدلة من جهاز فك التشفير سكاي كيو بحلول خريف 2016، والذي أطلق عليه اسم Sky+ Pro في ألمانيا والنمسا، وMy Sky في إيطاليا.مثل سكاي كيو، فإن الصندوق قادر على عرض دقة ألترا أتش دي ويحتوي على جهاز توجيه Wi-Fi مدمج، ولكنه يتجاهل ميزات سكاي كيو المهمة.أطلقت سكاي إيطاليا لاحقًا سكاي كيو في إيطاليا في نوفمبر 2017،وقامت شركة سكاي الألمانية بذلك في ألمانيا والنمسا في مايو 2018.
على النقيض من المملكة المتحدة وأيرلندا وإيطاليا (خاصة حيث أطلقت سكاي الإيطالية سكاي كيو بشكل منفصل عن My Sky)، يمكن للعملاء الحاليين في ألمانيا والنمسا الحصول على سكاي كيو من خلال تحديث برنامج مجاني على أجهزة استقبال Sky + Pro الحالية.

## البرمجيات
باستخدام تطبيقات سكاي كيو المصممة لأنظمة التشغيل أندرويد وiOS ، يمكن مشاهدة تسجيلات سكاي كيو في المنزل على الأجهزة المحمولة أثناء التنقل.  توفر سكاي كيو أيضًا إمكانية الوصول إلى مجموعات الصناديق الموجودة على متاجر سكاي ستور . في عام 2019، تعاونت سكاي مع نتفلكس لتقديم هذه الخدمة مع سكاي كيو مقابل 3 جنيهات إسترلينية شهريًا، وهو أرخص من اشتراك نتفلكس القياسي، المسمى "Ultimate On Demand".  تم أيضًا دمج ديزني+ بالكامل في سكاي كيو. 
في أغسطس 2017، أضافت Sky دعم صوت دولبي أتموس على سكاي بدأ البث عالي النطاق الديناميكي أو الـ(HDR) في 27 مايو 2020 

## سكاي كيو عبر الإنترنت
في يناير 2017، أشار تقرير أرباح شركة سكاي جروب لعام 2016 إلى أنها ستطلق نسخة من خدمة سكاي كيو يتم تقديمها عبر الإنترنت  ، مع توقع طرحها في المملكة المتحدة لعام 2018  ولم تظهر أي تطورات أخرى بشأن طرح المملكة المتحدة منذ ذلك الحين.
تم إطلاق النسخة النمساوية، المسماة سكاي X ، في مارس 2019، لتحل محل نسخة Now TV التي يتم تشغيلها في البلاد باسم سكاي تيكت.   تم إطلاق النسخة الإيطالية، المسماة سكاي كيو فيبرا ، في سبتمبر 2019؛  على عكس النمساوية سكاي X، تتواجد سكاي كيو فيبرا الإيطالية مع ناو تي في. تختلف خدمات تلفزيون الإنترنت النمساوية والإيطالية قليلاً عن خدمة سكاي كيو الفضائية من حيث الميزات.
في 27 سبتمبر 2022، أعلنت سكاي عن صندوق بث جديد يسمى سكاي ستريم، والذي تم إطلاقه في 18 أكتوبر 2022.

### الجوائز
TrustedReviews أطلق على سكاي كيو لقب "منتج الترفيه المنزلي لهذا العام" في عام 2016، متغلبًا على بلاي ستيشن 4 وXbox One S.  حصلت سكاي كيو على تصنيف "أفضل منصة تلفزيونية" من T3 في جوائزها لعام 2018.  فازت سكاي كيو بجائزة What Hi-Fi لعام 2019؟ مجلة. 

## الدعاية
استخدمت سكاي البريطانية الممثل إدريس إلبا في حملاتها الإعلانية. 